# 終止形 (文法)
終止形（しゅうしけい）とは、日本語の用言における活用形の一つ。日本語の動詞や形容詞などは語形変化を起こすが、その語形を6つに分類したうちの一つで、3番目に置かれる形。
辞書では見出し語として使われるなど用言の基本形として扱われている。

## 定義
終止とは文の終止のことであり、文末で言い切る際の語形をもとに作られている。東条義門の『和語説略図』（1833年）では截断言とされていたが、黒川真頼『詞の栞打聞』（1890年）において終止言とされた。
文語では、動詞の終止形はウ段音となるが、「あり」などのラ行変格活用動詞はイ段音で終わる。また形容詞は「し」の形をとり、形容動詞は「なり・たり」の形を取る。終止形に接続する助詞・助動詞として「と」「とも」「な」「べし」「めり」「らむ」「なり」などがある。
現代口語においては、動詞・形容詞の終止形は連体形に合流しているとされることが多い。一方で、寺村秀夫は「連体形はすでに上代に文末に用いられて余情・詠嘆を表す例が見られ、それが院政時代から盛んになり、やがて中世末期にはほぼ完全に旧来の終止形を追い出し」たとし（『日本語のシンタクスと意味 II』、p.31）、現代口語では『終止形』という活用形を立てる必要はないとしている。
| 文語     | 文語         | 文語     | 文語         | 文語 | 口語         | 口語   | 口語     | 口語 | 口語 |
| 品詞     | 活用の種類   | 例語     | 語形         | 語形 | 活用の種類   | 例語   | 語形     | 語形 |      |
| -------- | ------------ | -------- | ------------ | ---- | ------------ | ------ | -------- | ---- | ---- |
| 動詞     | 四段活用     | 書く     | かく         | -u   | 五段活用     | 書く   | かく     | -u   |      |
| 動詞     | ラ行変格活用 | あり     | あり         | -i   | 五段活用     | 書く   | かく     | -u   |      |
| 動詞     | ナ行変格活用 | 死ぬ     | しぬ         | -u   | 五段活用     | 書く   | かく     | -u   |      |
| 動詞     | 下一段活用   | 蹴る     | ける         | -eる | 下一段活用   | 受ける | うける   | -eる |      |
| 動詞     | 下二段活用   | 受く     | うく         | -u   | 下一段活用   | 受ける | うける   | -eる |      |
| 動詞     | 上一段活用   | 着る     | きる         | -iる | 上一段活用   | 起きる | おきる   | -iる |      |
| 動詞     | 上二段活用   | 起く     | おく         | -u   | 上一段活用   | 起きる | おきる   | -iる |      |
| 動詞     | カ行変格活用 | 来       | く           | -u   | カ行変格活用 | 来る   | くる     | -uる |      |
| 動詞     | サ行変格活用 | す       | す           | -u   | サ行変格活用 | する   | する     | -uる |      |
| 形容詞   | ク活用       | なし     | なし         | し   |              | ない   | ない     | い   |      |
| 形容詞   | シク活用     | 美し     | うつくし     | し   |              | ない   | ない     | い   |      |
| 形容動詞 | ナリ活用     | 静かなり | しづかなり   | なり |              | 静かだ | しずかだ | だ   |      |
| 形容動詞 | タリ活用     | 堂々たり | だうだうたり | たり |              | 静かだ | しずかだ | だ   |      |

## 言語学から見た終止形
語形変化（屈折）のある語において不変化の部分は語幹と呼ばれ、それに付加されることで語形に変化をもたらし、文法的機能を担う部分を語尾と呼ぶ。形態論により日本語の語形を音素レベルまで分析すると、動詞は子音語幹動詞と母音語幹動詞に分けられる。子音語幹動詞は四段動詞・ラ変動詞・ナ変動詞のことをいい、nom-u、nom-e、nom-oo、noN-da、nom-eba…のように変化しない語幹部分は子音で終わっている。一方、母音語幹動詞は一段動詞・二段動詞である。ただし、現代口語においては母音交替は起こらず語幹は一定であるが（tabe-ru、tabe-ro/jo、tabe-joo、tabe-ta、tabe-reba…）、文語においては語幹母音は母音交替を起こして2通りの語形をもっている（tabu-0、tabu-ru、tabe-jo、tabe-mu、tabe-tar-i、tabu-reba…）。なおいわゆるサ変動詞・カ変動詞は不規則な変化をする不規則動詞である。
このように見る時、終止形を表す-uや-iといった語尾は、文を子音で終わらせず、日本語の開音節構造を守る役割を果たしている。子音語幹動詞は-uを挿入させているが、「あり」のみ不規則で-iが挿入されている。一方、母音語幹動詞では母音語幹を/u/に母音交換させて子音語幹動詞との関連性を保っている。ただし、「着る」や「蹴る」などは語幹がki、keと1音節でしかないため、その語幹は変化させないまま-ruが増加させられている。また形容詞においては-iが挿入されるが語幹のkがsに交換され、またそのことによってkの前の音節がsiの音節である場合、同じ音節が重なるのを避けて1つに省略される。形容動詞の場合、語幹と語尾との間に-ar-（あり）が入っているので、子音語幹動詞「あり」に準拠して「～なり」となる。なお語尾の「と」などの前でもこの語形になるが、これは「と」が引用を表すためである。
一方、「べし」「めり」「らむ」「らし」「なり（伝聞）」などの前でウ段音になるのは、子音語幹が子音で始まる語尾と結合する際に子音が連続するのを避けるために-u-の音を母音挿入したためである。例えば、「紅葉乱れて流るめり」のような「流るめり」であればnagaru-mer-iとなるが、「書くめり」であれば、kak-u-mer-iというように-u-が挿入される。この場合は「あり」も文の終止とは異なり、ウ段音「ある」で「あるめり(ar-u-mer-i）」のようになる。ただし、-u-が挿入されずにrが鼻音子音と同化し、「あんめり（am-meri）」のようになることも多い。表記としては「あめり」「あなり」のように「ん」が書かれないことも多かった。
また形容詞・形容動詞はカリ活用やナリ活用によって「～かるべし」「～なるめり」と活用するが、これは語幹と語尾との間に-ar-（あり）が入ったことによる。「あり」は単体では存在を表す語であるが、語尾として使われると指定・措定の文法機能を果たしている。よって子音語幹動詞「あり」と同じような活用をするが、ここでも「多かめり」といったようにrが後続鼻音に同化する現象が見られる。